# Cardioecia watersi
Cardioecia watersi är en mossdjursart som först beskrevs av Charles Henry O'Donoghue och de Watteville 1939.  Cardioecia watersi ingår i släktet Cardioecia och familjen Diastoporidae. Inga underarter finns listade i Catalogue of Life.